# Cal Tapier
Cal Tapier és una casa de Cantallops (Alt Empordà) inclosa a l'Inventari del Patrimoni Arquitectònic de Catalunya.

## Descripció
Casa situada a la Plaça del Fort, en ple centre del poble. És una casa de planta baixa i dos pisos, amb paredat de pedra i coberta a dues vessants. L'accés a la planta baixa es fa a través d'un porxo amb la volta carreuada. Al primer pis s'hi pot accedir a través d'una escala situada a l'esquerra de la façana, i ens porta a una porta d'accés amb una gran llinda amb la data 1751 inscrita. També en aquesta planta hi ha una finestra carreuada, que es repeteix al segon pis. Al costat una finestra de majors dimensions amb balcó. Una de les façanes laterals està arremolinada, però l'altra manté el paredat de la resta de la casa.